# Брент Грецкі
Брент Грецкі (народився 20 лютого 1972) — колишній канадський професійний хокеїст, брат Вейна та Кіта Грецкі. Він недовго грав у Національній хокейній лізі (НХЛ) за «Тампа Бей Лайтнінг».

## Ігрова кар'єра
Грі Грецкі навчив його батько Волтер. У юності він грав у 1985 та 1986 роках у Квебекському міжнародному хокейному турнірі Pee-Wee з другорядною хокейною командою з Брентфорда.
Грецкі виріс, граючи в малий хокей у Брентфорді, Онтаріо, за Брантфорд Класік OMHA. У 1988—1989 роках він грав у хокей серед молодших класів B за Brantford Classics Середньозахідної юніорської хокейної ліги B. Він був обраний у 1-му раунді (6-й загалом) Пріоритетного відбору OHL 1989 року командою Belleville Bulls, де він провів три роки. У «Буллс» він був партнером по лінії майбутнього гравця НХЛ Даррена МакКарті.  Грецкі був задрафтований розширеною командою «Тампа Бей Лайтнінг» на драфті НХЛ 1992 року, але не досяг такого успіху, як його брат Вейн. 
Протягом 13 ігор, які Грецкі провів у «Тампа-Бей», він зіграв один раз проти брата Вейна: «Ми, мабуть, зіткнулися 15 разів, і я виграв один. Я пам'ятаю, як ганявся за ним за сіткою. Я знав, що він збирався зробити, і все одно знайшов Я шукаю свого спортсмена. Найважче було після гри, піти й подивитися ESPN. Це був старший Грецкі, який показав молодому Грецкі, як грати в хокей».
Разом Вейн і Брент тримають рекорд НХЛ за кількістю очок, набраних двома братами — 2857 для Вейна і 4 для Брента, і займають друге місце за кількістю очок, набраних будь-якою кількістю братів (позаду шести братів із родини Саттер, які разом набравши 2934 очки НХЛ — на 73 більше, ніж Вейн і Брент, хоча сукупні очки Грецкі перевищують будь-які п'ять із шести Саттерів.)
Вибір Грецкі командою розширення в епоху, коли відомі команди були зобов'язані залишати незахищеними лише нижній ешелон своїх гравців на драфтах розширення, призвів до припущень, що він, можливо, ніколи не потрапив би до реєстру НХЛ, якби його задрафтували відомі команди. Окрім свого короткого перебування в Тампа-Бей, Грецкі був гравцем нижчої ліги, коливаючись між Міжнародною хокейною лігою, Американською хокейною лігою та Об'єднаною хокейною лігою. У 1997-98 роках грав за ЕК Грац, Австрія. 6 червня 2006 року Elmira Jackals оголосили, що придбали його права у Motor City Mechanics, але він ніколи не грав з Elmira; його сезон з «Механікс» був останнім для нього як професіонала. Йому та чотирьом іншим колишнім гравцям «Денбері Трешерс» ФБР надіслало повістки до суду під час розслідування ділових угод власника Джеймса Галанте.
У 2008 році Грецкі зіграв шість ігор за команду свого рідного міста Брентфорд Бласт у Вищій лізі з хокею, яка виграла Кубок Аллана 2008, після чого Грецкі покинув організовані змагання. Зараз він служить поліцейським у поліції провінції Онтаріо.